# الصندوق الزراعي الأوروبي للتنمية الريفية
صُمِّم الصندوق الزراعي الأوروبي للتنمية الريفية (بالإنجليزية: European Agricultural Fund for Rural Development)‏ كجزء من الصناديق الإستثمارية والهيكلية الأوروبية لتمويل برامج التنمية الريفية (RDP)، وذلك وفقًا للوائح المعتمدة من قبل مجلس الاتحاد الأوروبي، وتحديدًا المرسوم التنفيذي رقم 1290/2005/EC الصادر في 21 يونيو 2005، الذي يتعلق بتمويل السياسة الزراعية المشتركة.

## المنطلقات
تعتبر التنمية الريفية منطقة سياسية مهمة للغاية، حيث تؤثر على أكثر من 50% من سكان الاتحاد الأوروبي وتقريبًا 90% من أراضي الاتحاد الأوروبي. وتبقى الزراعة والغابات محورية في اقتصادات المناطق الريفية، وتركز التنمية الريفية أيضًا على إحياء المناطق الريفية بطرق أخرى. وعلاوة على ذلك، تصبح قضايا مثل التغير المناخي والطاقة المتجددة والتنوع البيولوجي وإدارة المياه أمورًا متزايدة الأهمية في سياسة التنمية الريفية للاتحاد الأوروبي.

## الميزانية
توفر أكثر من 200 مليار يورو كتمويل لدعم تنفيذ 94 برنامجًا لتنمية الريف عبر الاتحاد الأوروبي، للفترة من 2007 إلى 2013. ويُقدم ما يقرب من نصف هذه الأموال من الصندوق الزراعي الأوروبي للتنمية الريفية، تحت إشراف المديرية العامة للزراعة والتنمية الريفية التابعة للجنة الأوروبية.
تُستخدم ميزانيات الصندوق الزراعي الأوروبي للتنمية الريفية في برامج تنمية الريف لتحقيق مجموعة متنوعة من الأهداف في التنمية الريفية، بما في ذلك تحسين تنافسية الأعمال الزراعية والغابات والصناعات الغذائية؛ والمساعدة في حماية البيئة الطبيعية؛ ودعم الاقتصادات الريفية؛ ومساعدة في تحسين جودة الحياة في المناطق الريفية.